# Пётр Великий (яйцо Фаберже)
«Пётр Вели́кий» — ювелирное яйцо, одно из пятидесяти двух императорских пасхальных яиц, изготовленных фирмой Карла Фаберже для русской императорской семьи. Яйцо было создано в 1903 году по заказу Николая II, который подарил его своей жене Александре Фёдоровне на Пасху 1903 года. Посвящено двухсотлетию основания Санкт-Петербурга Петром I в 1703 году во время Северной войны.

## Описание
Ювелирное пасхальное яйцо Пётр Великий выполнено в стиле рококо в связи с празднованием двухсотой годовщины со дня основания города на Неве Санкт-Петербурга в 1703 году.
Для изготовления использовались красное, зелёное и жёлтое золото, платина, розовые бриллианты, рубины, горный хрусталь, эмаль и миниатюрные портреты, акварель. Диаметр яйца достигает 3 ⅛ дюймов.
На верхней части яйца эмалированный венок, который окружает вензель Николая II. В нижней части яйцо украшено двуглавым имперским орлом, из чёрной эмали, увенчанным двумя бриллиантами.

## Сюрприз
Сюрприз данного ювелирного пасхального яйца: когда яйцо открывается, внутренний механизм поднимает миниатюрную золотую модель Медного всадника — памятника Петру Великому на Сенатской площади в городе на Неве, расположенную на основании из сапфира. Модель сюрприза изготовил скульптор Георгий Малышев. Выбор сюжета сюрприза обусловлен одной из легенд XIX века, которая гласит, что вражеские силы никогда не войдут в Санкт-Петербург до тех пор, пока Медный всадник стоит в центре города.

## История
В 1917 году ювелирное пасхальное яйцо «Пётр Великий» было конфисковано и распоряжением Временного правительства передано на хранение в Оружейную палату Московского Кремля.
Яйцо «Пётр Великий» через всесоюзное объединение «Антиквариат» было продано в 1930 году Арманду Хаммеру, американскому предпринимателю, имевшему деловые интересы в России. Поздне́е яйцо было куплено нью-йоркской галереей A La Vieille Russie. В 1944 году пасхальное ювелирное яйцо приобретено женой руководителя General Motors Лилиан Пратт Фредериксбург (1876—1947) и завещано Виргинскому музею изобразительных искусств, куда передано в 1947 году, где и доступно в настоящее время для всеобщего обозрения на постоянно действующей экспозиции коллекции европейских произведений декоративного искусства.